# Deutsch-Wagram
Deutsch-Wagram ist eine Stadtgemeinde mit 9257 Einwohnern (Stand 1. Jänner 2025) im Bezirk Gänserndorf in Niederösterreich.

## Geografie

Deutsch-Wagram und seine Umgebung um 1873 (Aufnahmeblatt der Landesaufnahme)

Deutsch-Wagram liegt unmittelbar an der nordöstlichen Stadtgrenze Wiens, der Nordbahn, sowie der Außenring Schnellstraße.
Die Fläche der Stadtgemeinde umfasst 30,61 km². Davon werden 17,62 km² landwirtschaftlich genutzt. 5,7 Prozent der Fläche sind bewaldet.

### Gemeindegliederung
Katastralgemeinden sind:
- Deutsch-Wagram (mit dem alten Angerdorf und mit Hagerfeld; die KG schreibt man Deutsch Wagram)
- Helmahof (mit der 3. Siedlung)
- Stallingerfeld (benannt nach der 1512 verödeten Ortschaft Stallern)

Die Gemeinde bildet eine einzige Ortschaft und hat vier Zählsprengel: Deutsch-Wagram-Zentrum und -Südost für die Stadt selbst und Helmahof-Süd und -Nord.
Deutsch-Wagram gehört zum Gerichtsbezirk Gänserndorf.

### Nachbargemeinden
| Pillichsdorf Gerasdorf | Großengersdorf                              | Bockfließ                   |
| Wien                   | Kompassrose, die auf Nachbargemeinden zeigt | Strasshof an der Nordbahn   |
| Aderklaa               | Raasdorf                                    | Markgrafneusiedl Parbasdorf |

### Gewässer
- Rußbach
- Mühlbach
- Seyringer Abzugsgraben (Seyringer Bach)
- Marchfeldkanal: Seit Jahrzehnten sinkt der Grundwasserspiegel im Marchfeld. Bereits im 19. Jahrhundert fanden Überlegungen statt, wie diesem Problem begegnet werden kann. Ab 1986 wurde mit dem Bau eines Kanales begonnen, der das Grundwasser mit Donauwasser anreichert. 1995 konnte das Hauptgerinne zwischen Langenzersdorf und Deutsch-Wagram fertiggestellt werden. Zum Marchfeldkanalsystem zählen seither der Marchfeldkanal, der Rußbach, der Obersiebenbrunner Kanal und der Stempfelbach. Sitz der Betriebsgesellschaft Marchfeldkanal ist Deutsch-Wagram.

### Klima
|                        | Jan   | Feb   | Mär  | Apr  | Mai  | Jun  | Jul  | Aug  | Sep  | Okt  | Nov  | Dez  |   |      |
| Mittl. Temperatur (°C) | −1,2  | 0,8   | 4,6  | 9,8  | 14,3 | 17,8 | 19,5 | 19   | 15,3 | 9,9  | 4,8  | 0,9  | ⌀ | 9,7  |
| Mittl. Tagesmax. (°C)  | 9,5   | 12,1  | 19,2 | 24,4 | 27,1 | 29,9 | 31,8 | 31,4 | 28   | 22,3 | 15,8 | 11,4 | ⌀ | 22   |
| Mittl. Tagesmin. (°C)  | −13,0 | −10,2 | −6,8 | −1,6 | 3,0  | 7,7  | 10,0 | 8,8  | 4,1  | −1,7 | −4,4 | −9,6 | ⌀ | −1,1 |
|                        |       |       |      |      |      |      |      |      |      |      |      |      |   |      |
| Niederschlag (mm)      | 26    | 25    | 31   | 39   | 49   | 68   | 72   | 57   | 33   | 36   | 41   | 32   | Σ | 509  |
|                        |       |       |      |      |      |      |      |      |      |      |      |      |   |      |
| Sonnenstunden (h/d)    | 1,8   | 2,8   | 4,2  | 5,8  | 7,5  | 7,9  | 8,4  | 8,0  | 6,1  | 4    | 2    | 1,5  | ⌀ | 5    |
|                        |       |       |      |      |      |      |      |      |      |      |      |      |   |      |
| Regentage (d)          | 7,3   | 6,9   | 8,0  | 7,8  | 8,3  | 8,9  | 9,0  | 7,8  | 6,1  | 5,9  | 7,8  | 7,8  | Σ | 91,6 |

| −13,0 |

| −10,2 |

| −6,8 |

| −1,6 |

| 3,0 |

| 7,7 |

| 10,0 |

| 8,8 |

| 4,1 |

| −1,7 |

| −4,4 |

| −9,6 |

| −13,0 |

| −10,2 |

| −6,8 |

| −1,6 |

| 3,0 |

| 7,7 |

| 10,0 |

| 8,8 |

| 4,1 |

| −1,7 |

| −4,4 |

| −9,6 |

| N i e d e r s c h l a g | 26  | 25  | 31  | 39  | 49  | 68  | 72  | 57  | 33  | 36  | 41  | 32  |
|                         | Jan | Feb | Mär | Apr | Mai | Jun | Jul | Aug | Sep | Okt | Nov | Dez |

## Geschichte

### Etymologie
Der Name Wagram leitet sich von wac ‚Woge‘ und ram/rain ‚Grenze‘ („Wogengrenze“) ab. Gemeint ist damit wohl jene Geländestufe, welche Richtung Süden entlang der Parbasdorferstraße verläuft und das Ufer eines inzwischen verschwundenen Donauarmes bildete (ähnlich wie der 50 Kilometer entfernte Höhenzug namens Wagram bei Krems). Die erste schriftliche Nennung des Namens stammt aus der Zeit des österreichischen Interregnums unter König Ottokar II. und findet sich in dem 1258 erstellten Rationarium Austriacum, einem Zehentverzeichnis des Landesfürsten. Den Zusatz Deutsch erhielt Wagram um 1560 zur Unterscheidung vom nahe gelegenen Kroatisch-Wagram, einer nach der Türkeninvasion von 1529 entstandenen kroatischen Siedlung, die sich heute Wagram an der Donau nennt und 1971 von Eckartsau eingemeindet wurde.

### Ursprung
Die Ursprünge von Wagram gehen vermutlich auf die Zeit der Kolonisation im 11. und 12. Jahrhundert zurück. Das einstige Kolonistendorf hatte die typische Form eines Angerdorfes, welche auch heute noch vorhanden ist. Der Anger wird von der heutigen Franz-Mair-Straße und der Rohrergasse eingeschlossen, wurde allerdings im 19. Jahrhundert teilweise verbaut. Die Größe des alten Ortes hat sich über die Jahrhunderte hindurch kaum verändert (1258: 44 Häuser, 1452: 44 Häuser, 1590: 46 Häuser, 1595: 47 Häuser). Bis 1787 stießen zur ursprünglich rein bäuerlichen Bevölkerung einige andere Berufe wie Fleischhauer, Schuster, Bäcker, Weber und Schneider hinzu und die Anzahl der Häuser stieg leicht auf 58.
Durch den Dorfanger floss der Rußbach, der bis zu seiner endgültigen Regulierung ein recht gefährlicher Bach war. Die alten Wagramer fertigten deshalb Wasserbretter an, die in die Türrahmen der Häuser passten und mit Sandsäcken verstärkt wurden. Trotzdem musste man sich häufig auf die höhergelegene Haide flüchten. 1772 wurde der Rußbach umgeleitet und fließt seither südwestlich der Ortschaft. Die Bedrohung für den Ort wurde aber erst durch die Regulierung in den Jahren 1899–90 bzw. 1908/09 beseitigt.

### Herrschaftszugehörigkeit

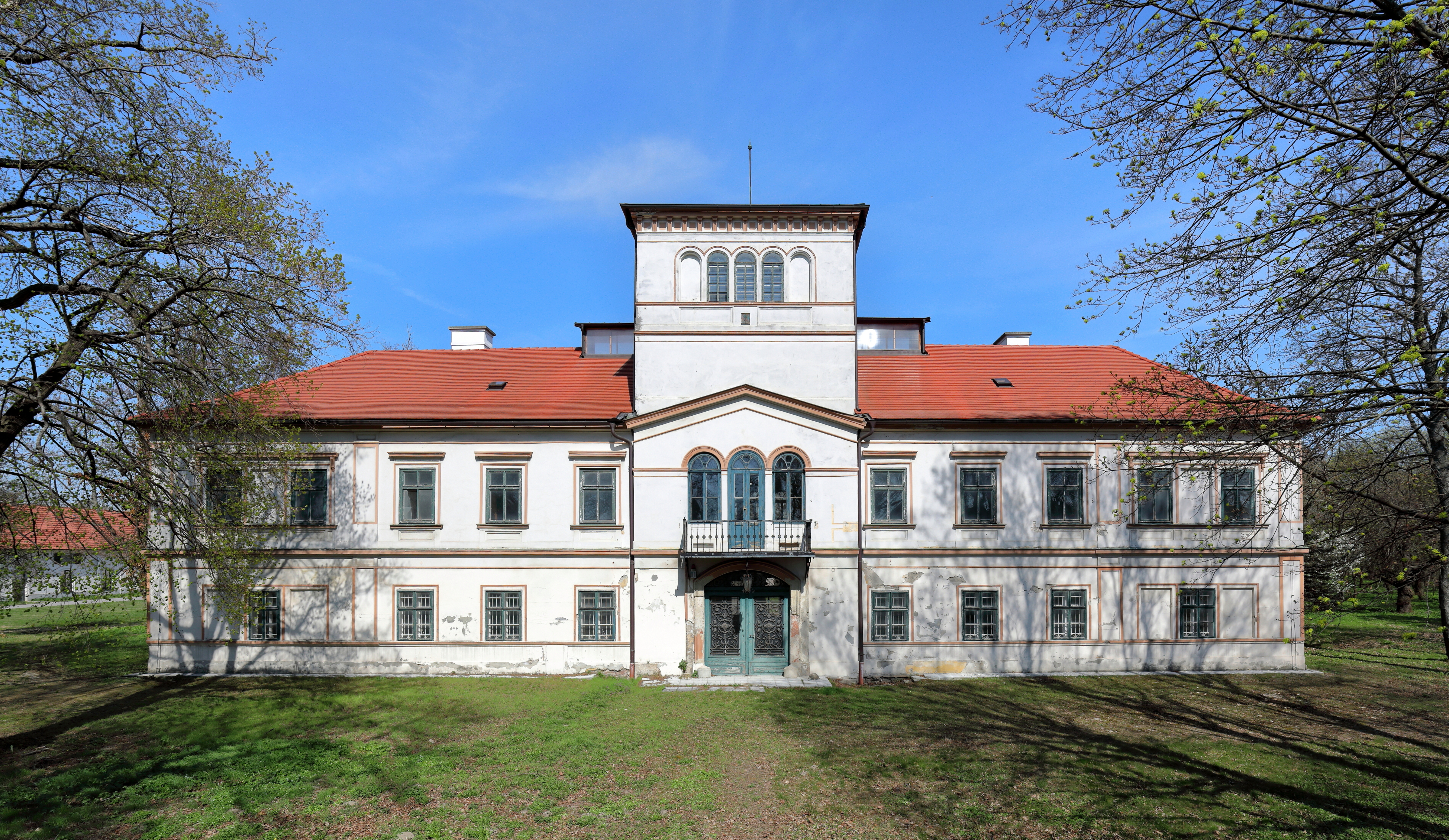
Schloss Süßenbrunn

Das ursprünglich im landesfürstlichen Besitz befindliche Dorf stand im 14. und 15. Jahrhundert im Besitz der Herren von Eckartsau, im 15. und der ersten Hälfte des 16. Jahrhunderts im Besitz der Herren von Puchaim. Um 1560 bringt Barbara von Puchaim Wagram als Heiratsgut in die Ehe mit Sigmund Graf von Landau ein, welcher es mit der Herrschaft Süßenbrunn vereinigt. Nachdem sich die Grafen von Landau 1580 zum Protestantismus bekannten, folgt eine kurze evangelische Periode in Wagram. Als Georg und Erasmus von Landau so weit gingen, Kaiser Ferdinand II. die Erbhuldigung zu verweigern, wurden sie in weiterer Folge geächtet, ihre Güter konfisziert und der Verwaltung der Hofkammer unterstellt und sie selbst des Landes verwiesen. Von 1667 bis 1802 übten die Grafen Grundemann von Falkenberg die Grundherrschaft über Deutsch Wagram aus.

### Koalitionskriege
Historische Bedeutung gewann der Ort im Jahre 1809 als Schauplatz der Schlacht bei Wagram. 180.000 Soldaten kämpften hier auf französischer Seite unter Napoleon und 120.000 auf österreichischer Seite unter dem Generalissimus Erzherzog Karl, der sein Hauptquartier im heutigen Erzherzog-Carl-Haus nahm.

### Eisenbahn
Im Jahre 1835 bestand Wagram noch aus 73 Häusern. Dies änderte sich mit dem Bau der Kaiser Ferdinands-Nordbahn, der ersten dampfbetriebenen Eisenbahnstrecke Österreichs, rasant. Einerseits wurden 1.500 Eisenbahnarbeiter in zahlreichen Baracken bei Wagram untergebracht, andererseits erschloss die Bahnlinie das Dorf für die Großstadt und Wagram wurde beliebtes Ausflugsziel der Wiener. Innerhalb weniger Monate fuhren 176.000 Personen auf dem neuen am 23. November 1837 eröffneten ersten Teilstück zwischen Floridsdorf und Deutsch-Wagram.

### 19. und 20. Jahrhundert
Im Jahre 1929 war Wagram mit 4000 Einwohnern die größte Ortschaft des Marchfeldes und wurde in den Rang einer Marktgemeinde erhoben. Im selben Jahr wurde ein Strandbad eröffnet, welches allerdings wenige Jahre später aufgrund des gesunkenen Grundwasserspiegels wieder geschlossen werden musste.
Im Mai 1945 wurde wegen des nahen Militärflugplatzes ein großes Kontingent sowjetischer Besatzungstruppen in Deutsch-Wagram stationiert. Die Nachkriegszeit war bestimmt vom Zusammenleben mit den Russen.
Die weitere Nachkriegszeit ist geprägt von starkem Bevölkerungswachstum. Im Jahre 1962 ging die Wiener Schnellbahn als Zubringer in die Hauptstadt in Betrieb. Dadurch wurde die Attraktivität für Pendler weiter gesteigert. Mit dem weiteren Bevölkerungswachstum wurde Deutsch-Wagram 1984 zur Stadt erhoben.

### Bevölkerungsentwicklung
Die Bevölkerungsentwicklung von Deutsch-Wagram ist geprägt von einem starken Wachstum, welches auf eine positive Zuwanderungsbilanz zurückzuführen ist. Die Geburtenbilanz war bis zum Jahre 2005 negativ und ist seit 2006 leicht positiv (0,1 %). Der Zuzug ist auf die gute verkehrsmäßige Anbindung an Wien zurückzuführen (Speckgürtel).
Die Wagramer Bevölkerung ist geprägt durch den Zuzug junger Familien. Daher ist der Anteil an über 60-Jährigen mit 18,8 % deutlich niedriger als in Wien. Dementsprechend ist der Anteil an unter 15-Jährigen mit 18,6 % höher (vgl. Wien 14,7 %). Die Akademikerquote liegt mit 5,6 % deutlich unter der von Wien (10,4 %).

### Herkunft und Sprache
In Deutsch-Wagram leben zu 92,9 % Österreicher. Die größte Gruppe der Ausländer stellen Staatsbürger von Serbien und Montenegro mit 2,5 %, gefolgt von Türken (0,9 %) und Deutschen (0,7 %). Umgangssprache ist zu 89,2 % Deutsch, gefolgt von Serbisch (2,7 %) und Türkisch (1,3 %).

### Religionen
Größte Religionsgemeinschaft ist die Römisch-katholische Kirche, der 66,1 % der Einwohner angehören. 3,0 % sind evangelisch, jeweils 2,8 % bekennen sich zur Orthodoxen Kirche bzw. zum Islam. Ohne religiöses Bekenntnis sind 21,8 % der Einwohner.
Deutsch-Wagram ist Sitz der römisch-katholischen Pfarre Deutsch-Wagram, die auch die benachbarten Orte Parbasdorf und Aderklaa umfasst und dem Dekanat Gänserndorf zugeordnet ist. Deutsch-Wagram war schon vor dem 16. Jahrhundert eine Pfarrgemeinde, zunächst als Filiale von Kagran. Aufgrund der großen Entfernung kam sie im Jahre 1640 zur Pfarre Gerasdorf. Am 22. März 1784 wurde Deutsch-Wagram zu einer eigenständigen Pfarre erhoben. Mit der Erhebung von Deutsch-Wagram zur Stadt im Jahre 1984 wurde die Kirche zur Stadtpfarrkirche erhoben. Schutzpatron ist Johannes der Täufer.

## Hauptort der Gemeinde: Stadt Deutsch-Wagram
Gemeindehauptort ist die Stadt Deutsch-Wagram, die auch eine Katastralgemeinde der Stadtgemeinde bildet.
Der Ort befindet sich etwa 15 Kilometer nordöstlich des Zentrums von Wien, 3½ Kilometer außerhalb der Stadtgrenze bei Süßenbrunn.
Die Stadt liegt südlich der Nordbahn vom Russbach ostwärts auf um die 160 m ü. A. Höhe. Sie umfasst um die 1200 Gebäude mit gut 3000 Einwohnern (45 % der Gemeindebevölkerung), die Siedlung Helmahof ist also inzwischen größer.
Historisch hat sich der Ort vom Russbachufer weg ausgedehnt.
Zur Katastralgemeinde Deutsch Wagram mit 1.724,7 Hektar (rund 3⁄4 der Gemeindefläche) gehören auch die Fluren im Nordwesten, Süden und Osten der Gemeinde.
|  |

| Pillichsdorf Reuhof (KG) (beide Gem. Pillichsdorf, Bez. Mistelbach) | Helmahof (O u. KG)                          | Wendlingerhof ∗ (KG, Gem. Bockfließ, Bez. Mistelbach)                         |
| Kapellerfeld ∗ (KG, Gem. Gerasdorf b.W.) Stallingerfeld (KG)        | Kompassrose, die auf Nachbargemeinden zeigt | Strasshof a.d.N. (KG Strasserfeld) Hagerfeld Markgraf- neusiedl ∗∗ (KG, Gem.) |
| Aderklaa (KG, Gem.)                                                 | Raasdorf (KG, Gem.)                         | Parbasdorf (KG, Gem.)                                                         |

∗ KG Wendlingerhof grenzt nur in einem Punkt an, Kapellerfeld nur ein kleines Stück
∗∗ Der Ort Markgrafneusiedl selbst liegt südöstlich hinter Parbasdorf

## Kultur und Sehenswürdigkeiten

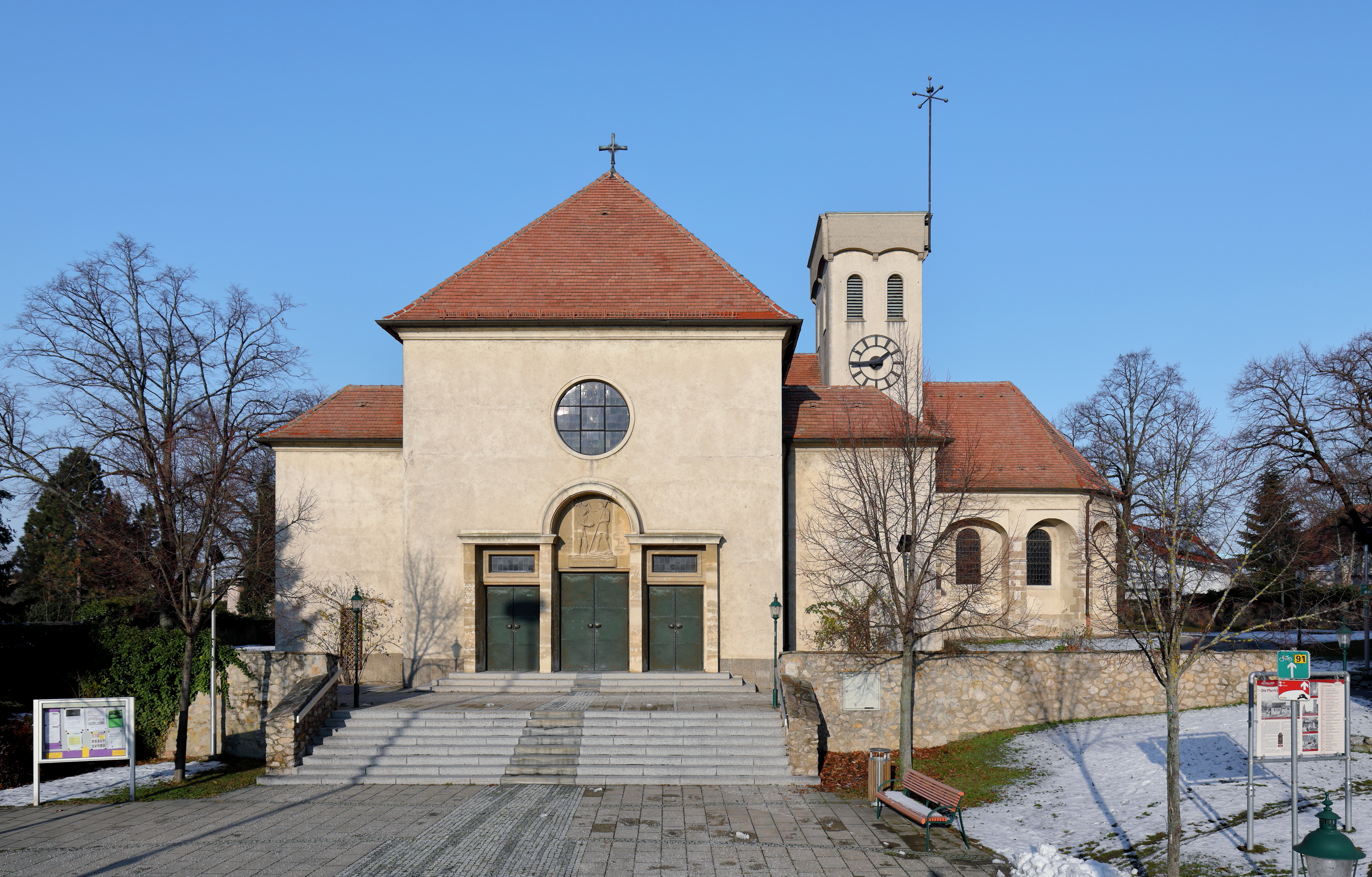
Pfarrkirche Deutsch-Wagram

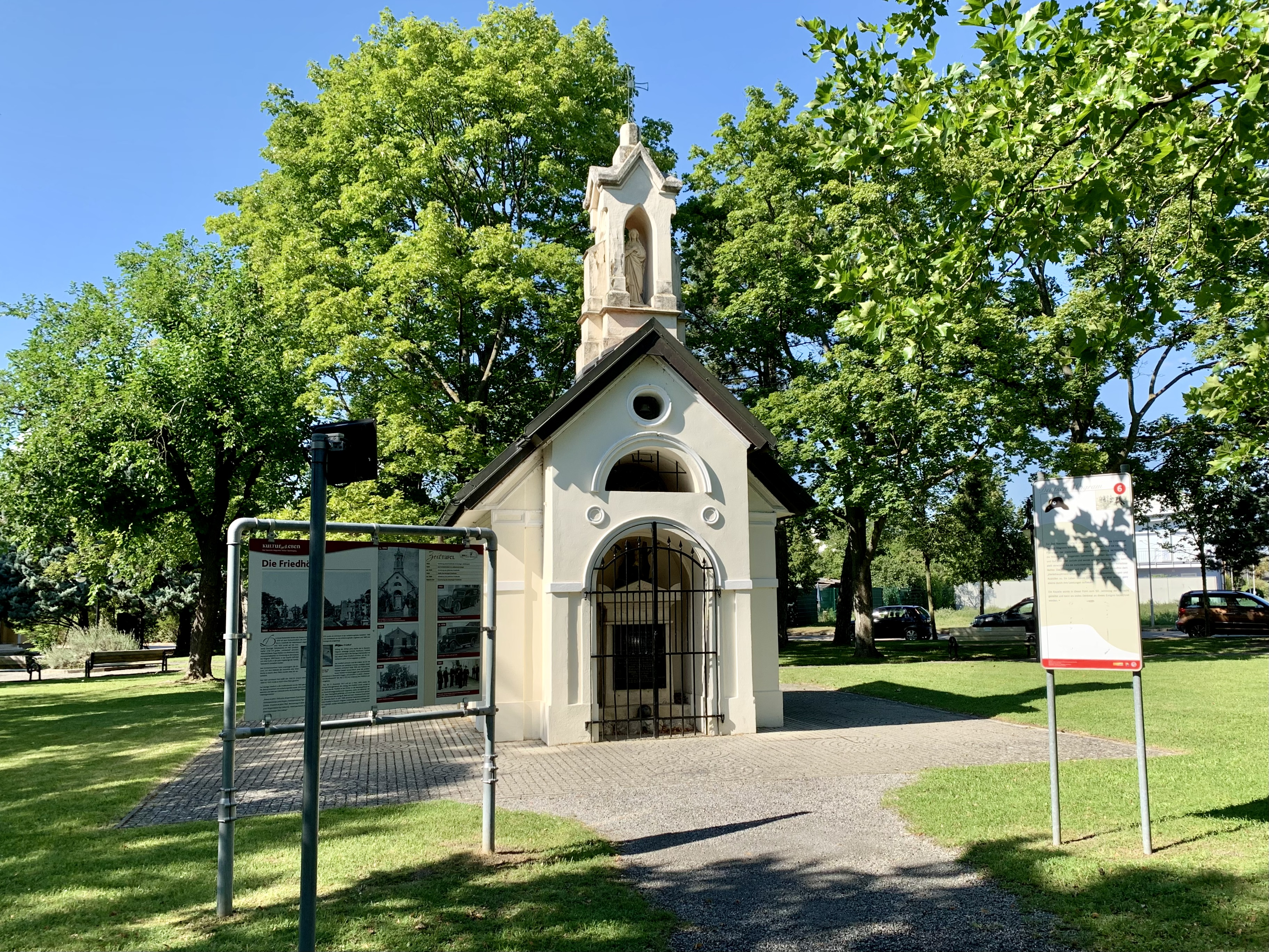
Monumentalkapelle 1809, erstes Denkmal der Schlacht bei Wagram im Dr.-Sahulka-Park, gestiftet und errichtet von Hugo Freiherr von Tkalcsevich im Jahr 1859

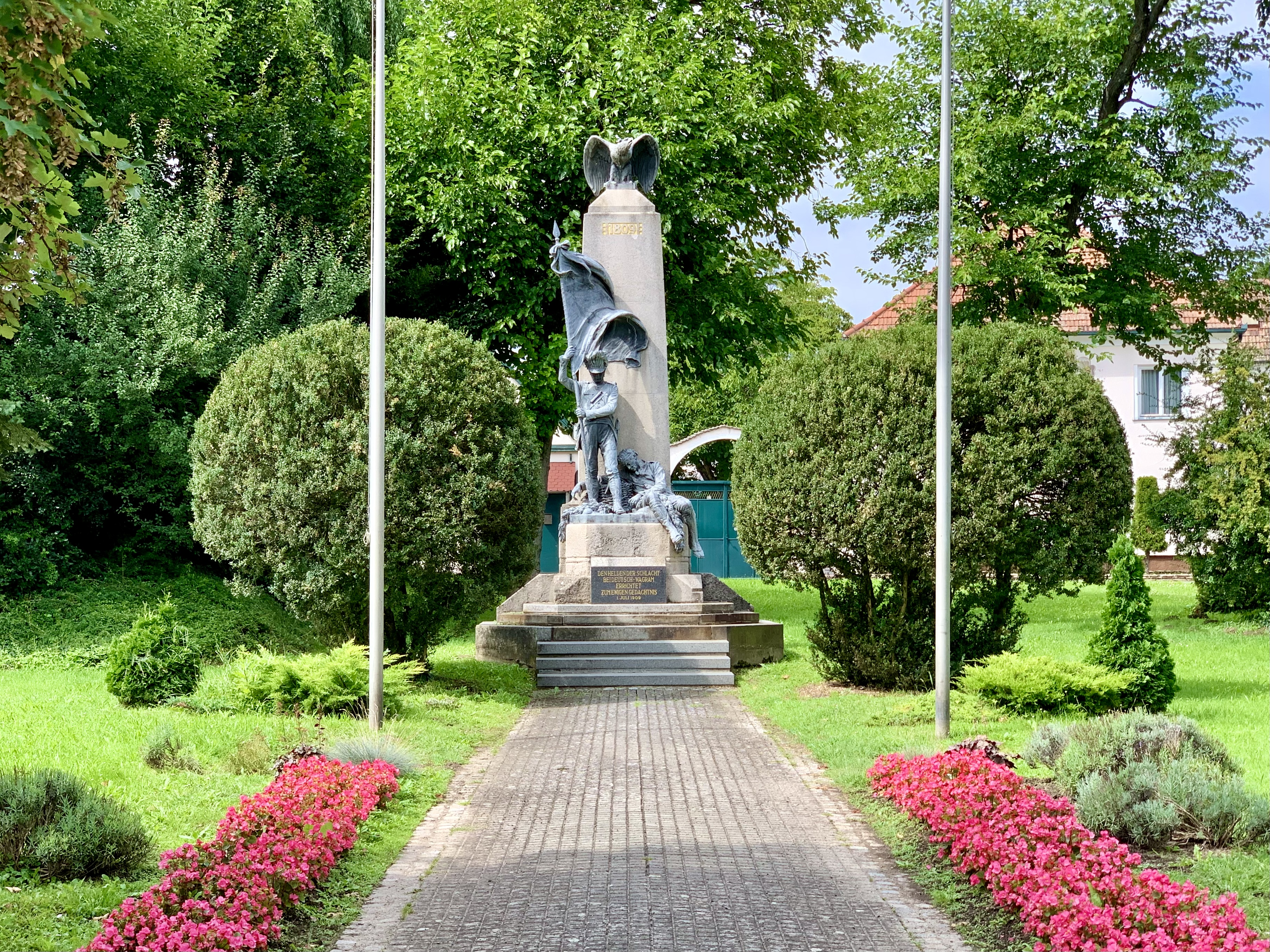
Denkmal der Schlacht bei Wagram 1809, entworfen und errichtet von Franz Seifert auf Initiative von Anton Pfalz

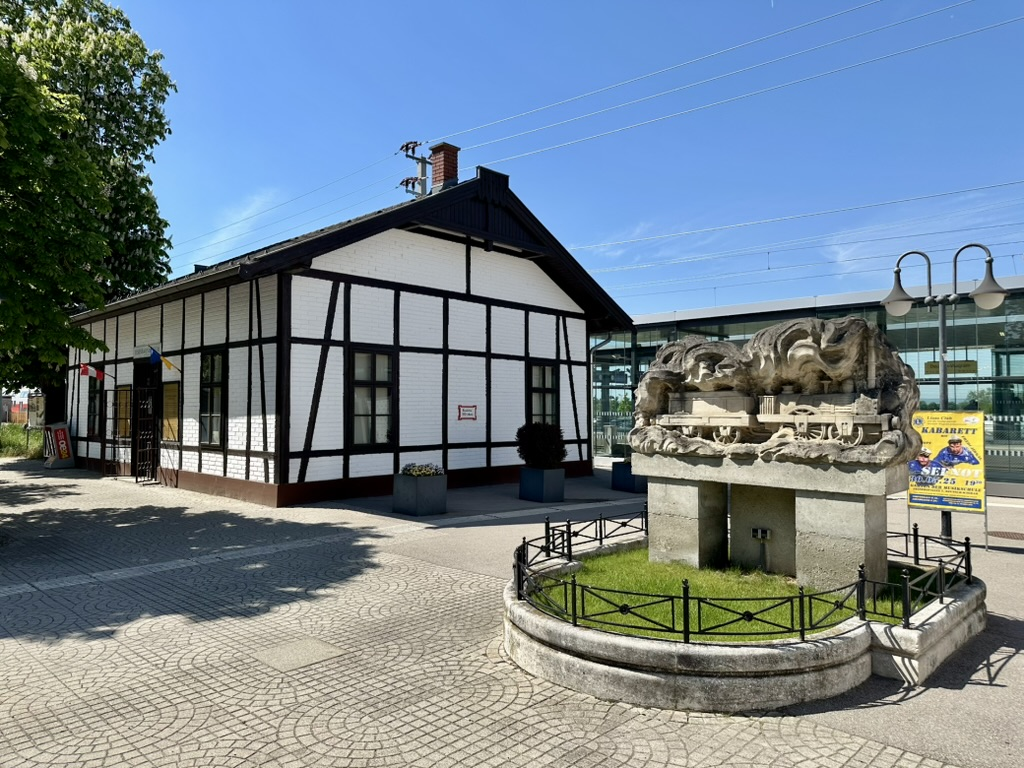
Eisenbahnmuseum Deutsch-Wagram, im ehem. Arbeiterwartesaal, errichtet 1908

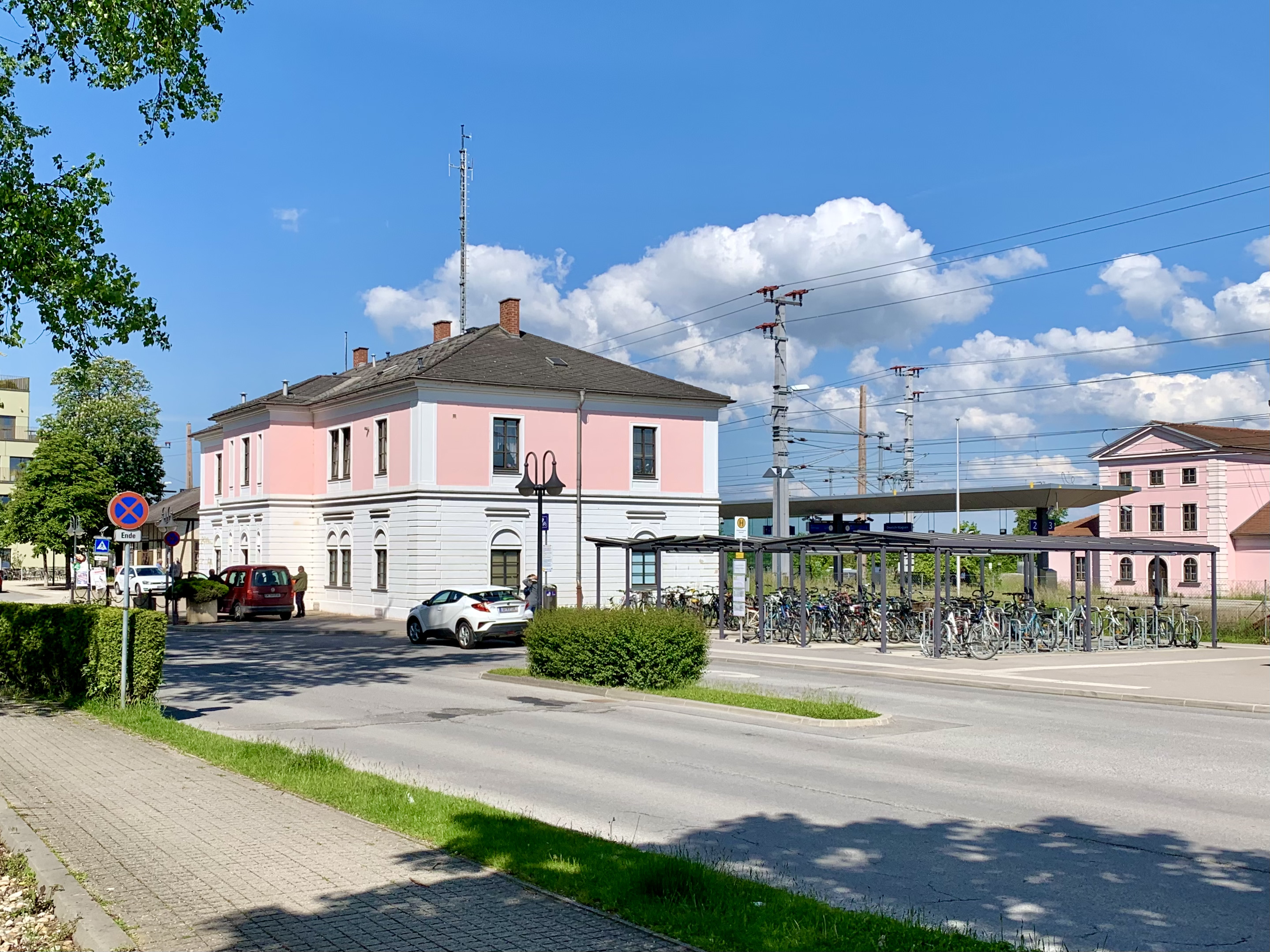
Aufnahmsgebäude und Wasserstation des Bahnhofs Deutsch-Wagram

### Bauwerke
- Katholische Pfarrkirche Deutsch-Wagram hl. Johannes der Täufer: Die Kirche wurde als Wehrkirche auf einer Anhöhe des alten Angerdorfes errichtet. Sie ist umgeben von einer Wehrmauer, deren Abschluss nicht mehr erhalten ist. Noch heute sind die Bastionen aus dem Jahre 1671 sichtbar. Das ursprüngliche romanische Langhaus mit Chorquadrat wurde in der ersten Hälfte des 13. Jahrhunderts errichtet, gotischer Chor und Langhaus entstanden in der zweiten Hälfte des 15. Jahrhunderts. 1671 wurde die Kirche barockisiert und nach Westen erweitert. In den Jahren 1956–1958 wurde die Kirche nach Plänen von Architekt Hans Petermair und den hiesigen Baumeistern Johann Christen und Kommerzialrat Michael Vogl wesentlich erweitert und auf ein Fassungsvermögen von 1000 Personen ausgebaut. Die Achse der neuen Kirche steht im rechten Winkel zur Achse der alten Kirche, wobei das Querschiff der neuen Kirche dem abgetragenen Langhaus der alten Kirche entspricht.[4]
- Monumentalkapelle 1809: Am ehemaligen Friedhof, dem heutigen Dr.-Sahulka-Park (benannt nach Johann Sahulka), befindet sich die erste Gedenkstätte an die Schlacht bei Wagram. Sie wurde von Hugo Freiherr von Tkalcsevich gestiftet, dient als Familiengruft und steht unter Denkmalschutz.
- Denkmal der Schlacht bei Wagram: Das Denkmal zum Gedenken an die Schlacht bei Wagram in der Sachsenklemme, der heutigen Erzherzog Carl-Straße, wurde im Jahr 1909 auf Initiative des Postmeisters und Ortschronisten Anton Pfalz geplant, durch Spenden finanziert und von Bildhauer Franz Seifert (1866–1951) entworfen und errichtet. Am 4. Juli 1909 wurde das Denkmal feierlich enthüllt und von Ortspfarrer Ferdinand Pečka geweiht. Anton Pfalz übergab das Denkmal an die Gemeinde Deutsch-Wagram und Bürgermeister Ferdinand Leeb mit dem Auftrag das Denkmal fortan zu schützen und zu pflegen.[5][6][7]

### Museen
- Napoleon- und Stadtmuseum Deutsch-Wagram im „Erzherzog Carl-Haus“, einem denkmalgeschützten Bürgerhaus aus dem frühen 18. Jahrhundert
- Eisenbahnmuseum am Bahnhof Deutsch Wagram im alten Arbeiterwarteraum, errichtet 1908.

## Wirtschaft und Infrastruktur

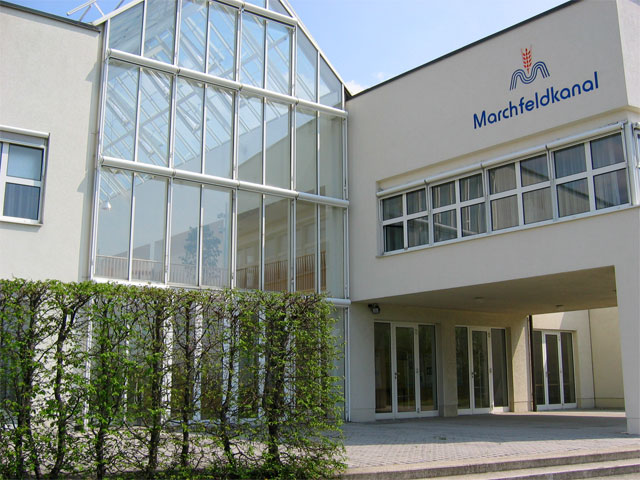
Betriebsgebäude Marchfeldkanal

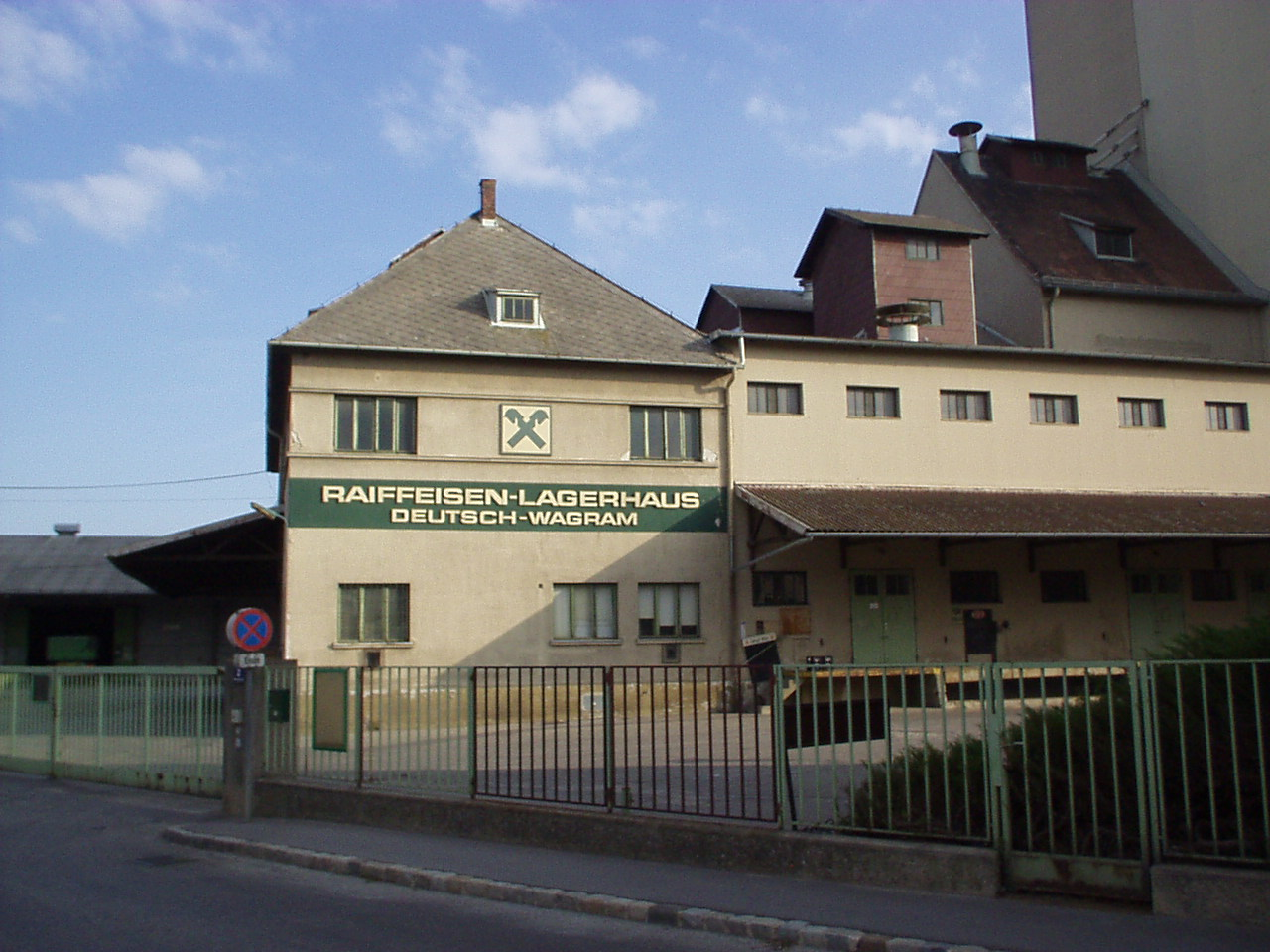
Lagerhaus

Nichtlandwirtschaftliche Arbeitsstätten gab es im Jahr 2001 260, land- und forstwirtschaftliche Betriebe nach der Erhebung 1999 27.
Die Zahl der Erwerbstätigen am Wohnort betrug nach der Volkszählung 2001 3164, während 2591 Personen auspendelten, davon fast 2000 nach Wien. Die Erwerbsquote lag 2001 bei 47,94 Prozent.

### Unternehmen
- Glock: Hersteller von Handfeuerwaffen seit 1963, das knapp ein Viertel der örtlichen Kommunalsteuer entrichtet.[8]

### Verkehr
Deutsch-Wagram ist durch die B8 Angerner Straße mit Wien ebenso wie mit der Bezirkshauptstadt Gänserndorf verbunden. Hier quert die L6 Leopoldsdorf – Paasdorf, die L13 führt über Helmahof nach Bockfließ (L12 nach Gänserndorf). Südwärts führt noch die L3019 nach Raasdorf, die L3023 passiert Aderklaa (B8) – Parbasdorf (L6).
Auch die Nordbahn verbindet mit Wien und Gänserndorf.
Im Ort gibt es mit dem Bahnhof Deutsch Wagram, der 1908 nur Wagram hieß, auf Kilometer 18,2 der Nordbahn und der Haltestelle Helmahof auf Kilometer 20,8 zwei Bahnstationen. Es bestehen auf der S1 halbstündliche S-Bahn-Verbindungen nach Wien und Gänserndorf. Der Bahnhof besitzt mit dem Hausbahnsteig (1) und dem Mittelbahnsteig (2/3) zwei Bahnsteige sowie drei Bahnsteigkanten. Am Bahnhofsvorplatz halten Regionalbusse.
Von November 2012 bis Juni 2019 verkehrte ein Stadtbus des Vereins StadtBus – Deutsch-Wagram im Ortsgebiet. Die Mitfahrt war nur als Vereinsmitglied erlaubt.
Im Zuge des Regionenrings würde hier südlich des Orts die S8 Marchfeld Schnellstraße verlaufen, mit einem Knoten Deutsch-Wagram zur verlängerten S1 Wiener Außenring Schnellstraße südlich Aderklaa und einer Anschlussstelle an die L6 bei Parbasdorf und der Anschlussstelle Strasshof am Ostrand der Gemeinde. Diese Ausbauten sind bisher nur im Planungsstadium. Im September 2021 hat das Bundesverwaltungsgericht entschieden, dass das Straßenbauprojekt keine Genehmigung erhält. Das Urteil umfasst 232 Seiten und beinhaltet, dass die Behörde eine fundierte Alternativenprüfung für verschiedene andere Verkehrsmöglichkeiten nachholen muss.

### Bildung

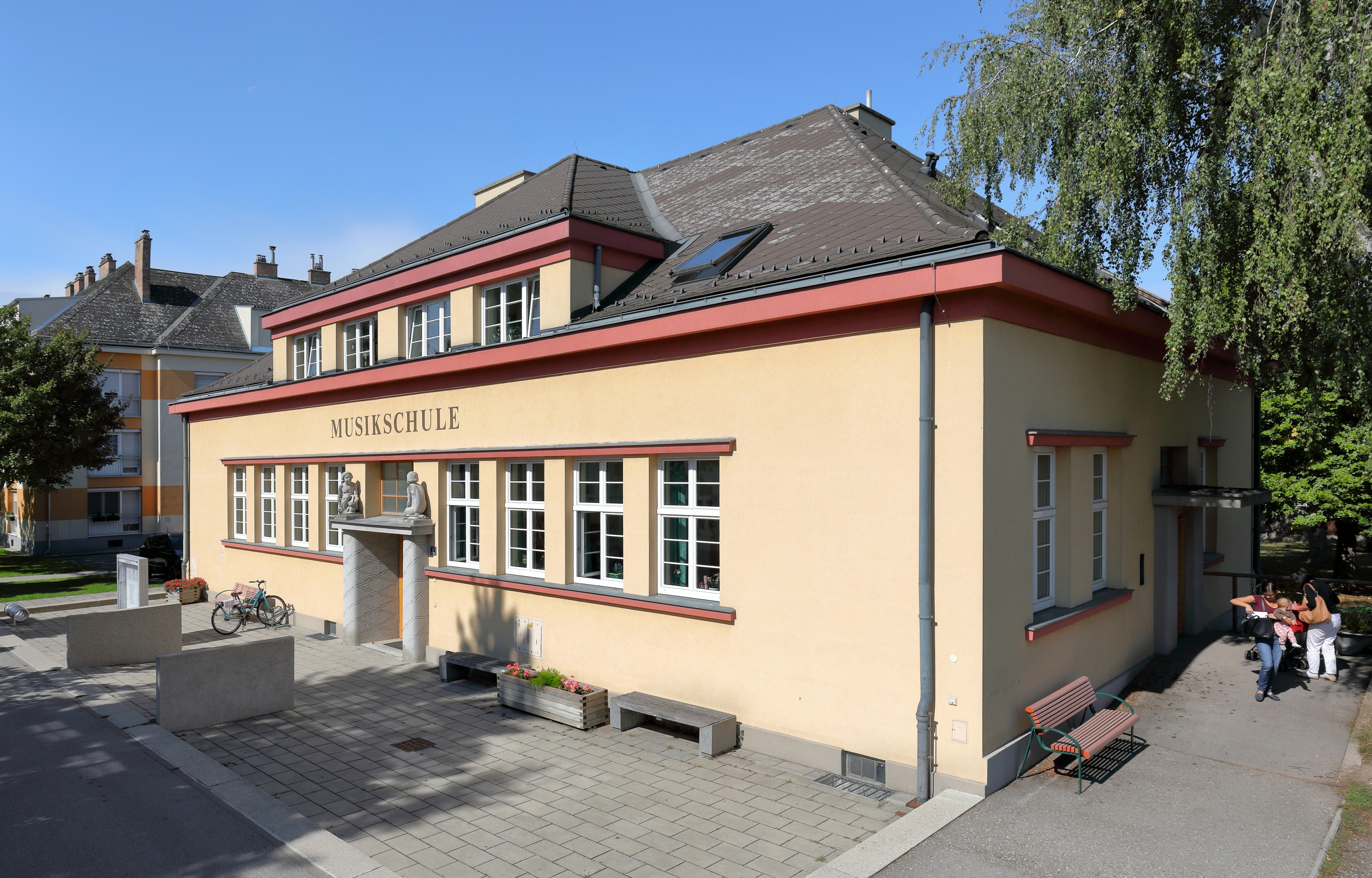
Musikschule

- Schulzentrum Deutsch-Wagram: Neben einer Volksschule und einer Hauptschule/Mittelschule beherbergt Deutsch-Wagram seit 2007 ein Oberstufenrealgymnasium (BORG Deutsch-Wagram) mit den Schwerpunkten Instrumentalunterricht, Bildnerisches Gestalten und Werken oder Sport, welches bis August 2011 als Privatgymnasium der Stadtgemeinde geführt wurde. Zur gleichen Zeit konnte die Schule in einen auf modernem und technisch zeitgemäßem Stand stehenden Neubau ziehen.
- Die Volkshochschule bietet regelmäßige Kurse an.
- Weiters ist in Wagram eine Musikschule (MS Deutsch-Wagram) ansässig.
- Die NÖ Landesakademie unterhält in Deutsch-Wagram das niederösterreichische Sprachkompetenzzentrum, welches als Informationsdrehscheibe und Servicestelle für Sprachdienstleistungen in den Sprachen Tschechisch und Slowakisch fungiert.

### Feuerwehr
Seit 1883 gibt es auch eine Freiwillige Feuerwehr in Deutsch-Wagram. Diese ist seit 1996 in der Jakob Grünwald-Gasse 2 im neuen Feuerwehrhaus untergebracht. Aktuell (Stand Juli 2021) sind 82 Männer und Frauen als aktive Mannschaft bei der Feuerwehr im Einsatz. Neben einem jährlichen Feuerwehrfest im Juni gibt es regelmäßige Veranstaltungen, wie die Blutspendeaktion (vierteljährlich), der Blaulichttag in Zusammenarbeit mit Polizei und Rettung, die Löschvorführungen sowie das Friedenslicht zu Weihnachten.
Kommandant der Feuerwehr ist seit Jänner 2021 Abschnittsbrandinspektor Christian Schantl, sein 1. Stellvertreter ist Oberbrandinspektor Bernhard Etzersdorfer, sein 2. Stellvertreter ist Oberbrandinspektor Thomas Kudu und um die Verwaltung kümmert sich Oberverwalter Christian Trisic. Jährlich kommt es zu ca. 200 Einsätzen im Gemeindegebiet sowie den umliegenden Gemeinden.

### Sport
- Fußball: Im Ortsgebiet befinden sich 2 Fußballplätze. Ein Platz ist Teil des Schulsportgeländes an der Franz-Schubert-Straße. Der zweite Platz (Stadion) befindet sich im sogenannten Spartawald an der Angernerstrasse. Die Anlage verfügt über eine Tribüne und ein Kantinengebäude mit Sanitäranlagen. Sie wird von dem 1923 gegründeten ATSV Sparta genutzt. Die Kampfmannschaft des Vereins spielt derzeit in der 1. Klasse Nord. Ein Fußballtrainingsplatz befindet sich in der Adalbert-Stifter-Gasse im Ortsteil Helmahof.

- Tennis: Der 1964 gegründete Tennisclub Deutsch-Wagram verfügt über 6 Sandplätze und 2 Hallenplätze. Diese wurden in den 1960er Jahren in Eigenregie auf dem Gelände des ehemaligen Strandbades errichtet. Der Verein kann eine Reihe sportlicher Erfolge aufweisen. Die Mannschaft spielte in mehreren Saisonen in der höchsten Spielklasse.

- Basketball: 1964 wurde die Sektion Basketball der Union Deutsch-Wagram gegründet. Von den Piccolinos bis zur Bundesliga spielen heute 12 Basketballteams für die UDW Alligators in den unterschiedlichsten Alters- und Leistungsklassen.

## Politik

### Gemeinderat
Der Gemeinderat hat 33 Mitglieder.
- Nach den Gemeinderatswahlen in Niederösterreich 1990 hatte der Gemeinderat folgende Verteilung: 18 SPÖ, 8 ÖVP, 2 FPÖ und 1 Alternative Bürgerliste.
- Nach den Gemeinderatswahlen in Niederösterreich 1995 hatte der Gemeinderat folgende Verteilung: 14 SPÖ, 6 ÖVP, 5 FPÖ, 3 GRÜNE und 1 LIF.[11]
- Nach den Gemeinderatswahlen in Niederösterreich 2000 hatte der Gemeinderat folgende Verteilung: 16 SPÖ, 7 ÖVP, 3 GRÜNE und 3 FPÖ.[12]
- Nach den Gemeinderatswahlen in Niederösterreich 2005 hatte der Gemeinderat folgende Verteilung: 12 ÖVP, 12 SPÖ und 5 GRÜNE.[13]
- Nach den Gemeinderatswahlen in Niederösterreich 2010 hatte der Gemeinderat folgende Verteilung: 16 ÖVP, 8 SPÖ, 3 !wir, 1 FPÖ und 1 GRÜNE.[14] (29 Mitglieder)
- Nach den Gemeinderatswahlen in Niederösterreich 2015 hatte der Gemeinderat folgende Verteilung: 19 ÖVP, 6 SPÖ, 4 !wir, 2 GRÜNE und 2 FPÖ.[15]
- Nach den Gemeinderatswahlen in Niederösterreich 2020 hat der Gemeinderat folgende Verteilung: 17 ÖVP, 7 SPÖ, 4 !wir, 3 GRÜNE und 2 FPÖ.[16]
- Nach den Gemeinderatswahlen in Niederösterreich 2025 hat der Gemeinderat folgende Verteilung: 10 ÖVP, 8 SPÖ, 8 FPÖ, 3 GRÜNE, 2 !wir und 2 NEOS.[17]

### Bürgermeister
- 1850–1860: Josef Wieland
- 1860–1864: Franz Wald.
- 1864–1867: Franz Quirgst
- 1867–1876: Ferdinand Hager
- 1876–1879: Franz Mayer
- 1879–1888: Franz Schlederer
- 1888–1902: Anton Quirgst
- 1902–1909: Michael Wieland
- 1909–1914: Ferdinand Leeb
- 1914–1919: Franz Wieland
- 1919–1922: Leopold Bauer
- 1922–1924: Franz Deußner
- 1924–1928: Paul Schilder
- 1928–1930: Heinrich Widmayer
- 1930–1934: Anton Poppe
- 1934–1938: Josef Wittmann
- 1938–1945: Gustav Hettinger (1939–1944 Militärdienst)
- 1939–1941: Rudolf Puchner
- 1941–1944: Josef Emmerich Simkovics
- 1944–1945: Gustav Hettinger
- 1945–1962: Karl Stibernitz (SPÖ)
- 1962–1982: Otto Hübner (SPÖ)
- 1982–1998: Hans Muzik (SPÖ)
- 1998–2001: Rudolf Melzer (SPÖ)
- 2001–2005: Walter Wimberger (SPÖ)
- 2005–2021: Friedrich Quirgst (ÖVP)[18]
- 2021–2025  Ulla Mühl-Hittinger (ÖVP)
- seit 2025 Markus Mentl-Weigl (ÖVP)

### Wappen
| | Blasonierung: „Ein von Gelb auf Blau schräglinks geteilter Schild, belegt mit einer grünen, aus einem Rasen emporwachsenden Ähre, die rechts von einem silbernen Pflugmesser und links von einer silbernen Pflugschar begleitet wird.“ |
| Das Wagramer Wappen wurde erstmals im Jahre 1810 zur Bekräftigung eines Zehent-Pacht-Vertrages mit der Herrschaft Süßenbrunn verwendet. | |

### Gemeindepartnerschaften
- seit ?  Calheta de São Miguel (Kap Verde)
- seit ?  Gbely (Slowakei)

## Persönlichkeiten
Ehrenbürger

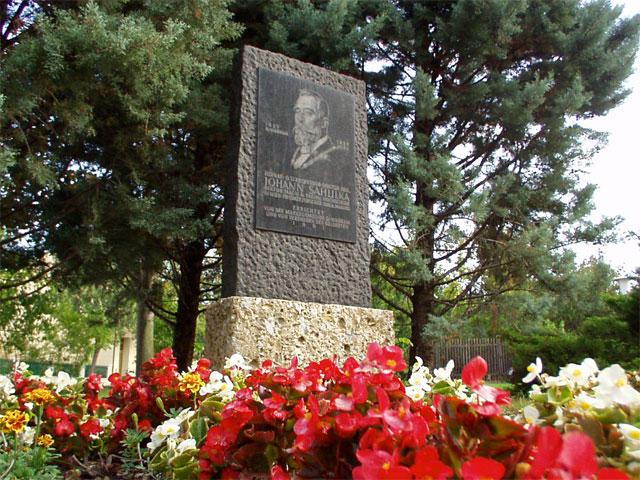
Denkmal für Johann Sahulka

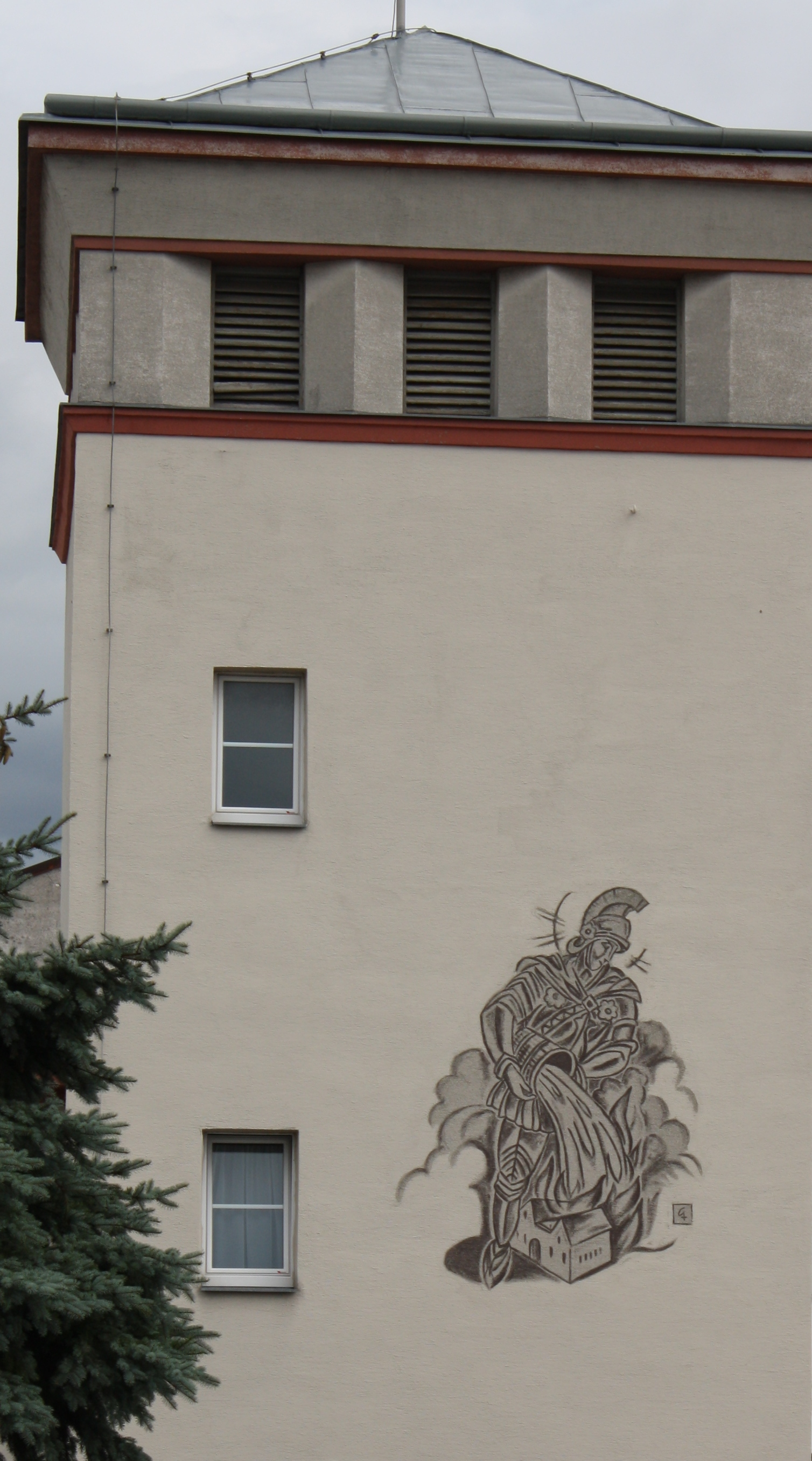
Wandmalerei Heiliger Florian von Leopold Grausam jun. am alten Feuerwehrturm

- Johann Faimann (1881), Stationsvorstand d. k.k. Ferd.Nordbahn
- Johann Mayer (1907), Landeshauptmann von Niederösterreich
- Johann Heilinger (1911), Unternehmer
- Ottokar Weyrich (1915), Schuldirektor
- Eduard Erb-Rudtorfer (1915), Bezirkshauptmann
- Josef Kirschner (1923), Direktor der I. Eisenbahnwagonleihanstalt
- Karl Buresch (1928), Landeshauptmann, Bundeskanzler
- Franz Krischke (1930), Volksschuldirektor
- Karl Renner (1930), Bundespräsident
- Paul Schilder (1931), Bürgermeister
- Ferdinand Pečka (1933), Dechant und Pfarrer
- Alois Hofbauer (1933), Vizebürgermeister
- Norbert Kienzl (1938), Gemeindearzt
- Franz Wieland (1952), Bezirksfeuerwehrkommandant, Gründer der Lagerhausgenossenschaft
- Karl Wiesinger (1958), Hauptschuldirektor
- Karl Stibernitz (1962), Bürgermeister
- Otto Hübner (1999), Bürgermeister
- Hans Muzik (1999), Bürgermeister, Landtagsabgeordneter
- Josef Bonet (2008), Pfarrer
- Gerhard Bocek (2020), Gastwirt[21]

Persönlichkeiten, die in Deutsch-Wagram geboren wurden
- Johann Sahulka (1857–1927), Wissenschafter
- Johann Mayer (1858–1941), Müller, Politiker und Landeshauptmann von Niederösterreich
- Anton Pfalz (1885–1958), Sprachwissenschaftler
- Manfred Schilder (* 1942), Musikpädagoge
- Thomas Forstner (* 1969), Musiker

Persönlichkeiten, die in Verbindung mit der Stadt stehen/standen
- Louis-Alexandre Berthier (1753–1815), von Napoleon Bonaparte zum französischen Prince de Wagram ernannt
- Hugo Freiherr von Tkalcsevich (1804–1871), Kommandant der Militär-Polizeiwache, 1010 Wien, Titular-Hauptmann, Stifter der Monumentalkapelle Deutsch-Wagram, errichtet 1859 zum 50-jährigen Gedenken an die Schlacht bei Wagram
- Anton Pfalz (1861–1919), Postmeister, Gemeinderat, erster Ortschronist von Deutsch-Wagram und Gründer des Denkmals der Schlacht bei Wagram
- Otto Schilder (1907–1985), Schuldirektor, Lokalhistoriker, Chronist und Gründer des Heimatmuseums, heute Napoleonmuseum, Stadtmuseum und Eisenbahnmuseum in Deutsch-Wagram
- Günter Haiden (1926–2004), Bundesminister
- Gaston Glock (1929–2023), Fabrikant
- Leopold Grausam jun. (1946–2010), Bildhauer und Steinmetzmeister
- Norbert Schnedl (* 1960), Gewerkschafter
- Gabriela Hegedüs (* 1975), Schauspielerin
- Jürgen Melzer (* 1981), Tennisspieler
- Gerald Melzer (* 1990), Tennisspieler